# 7651 Villeneuve
7651 Villeneuve este un asteroid din centura principală de asteroizi.

## Descriere
7651 Villeneuve este un asteroid din centura principală de asteroizi. A fost descoperit pe 15 noiembrie 1990 la Observatorul La Silla de Eric Walter Elst. Asteroidul prezintă o orbită caracterizată de o semiaxă mare de 2,79 ua, o excentricitate de 0,14 și o înclinație de 9,2° în raport cu ecliptica.